# Valentina Steinkeller
Valentina Steinkeller SSpS (* 26. September 1880 in Goldrain, Gemeinde Latsch, Südtirol; † 6. Februar 1944 in der Bismarcksee) war eine österreichische Steyler Missionsschwester und Märtyrin.

## Leben
Rosa Steinkeller, viertes von 13 Kindern eines Landwirts, arbeitete nach der Schulzeit bei ihren Eltern. Am 13. Mai 1902 trat sie im Alter von 21 Jahren in Steyl in das Missionshaus der Steyler Missionsschwestern ein. Sie begann am 8. Dezember 1902 das Noviziat unter dem (von Arnold Janssen verliehenen) Ordensnamen Valentina. Am 29. Mai 1904 legte sie ihre Zeitlichen Gelübde ab. Am 18. Juni 1905 reiste sie mit anderen nach Alexishafen in die Papua-Neuguinea-Mission, wo sie am 7. Mai 1911 die Ewigen Gelübde ablegte. Sie wirkte in Bogia als Assistentin, dann als Hausobere in Boikin, East Sepik Province (ab 1923), Malol, Sandaun Province (ab 1929) und Ulingan (ab 1935).
Nach der Besetzung Neuguineas durch die japanischen Invasionstruppen 1942 wurde sie zusammen mit Bischof Franziskus Wolf und zahlreichen Mitbrüdern und Missionsschwestern in einem Sammellager auf Manam interniert, wo sie an Unterernährung litten und an Malaria erkrankten. Am 5. Februar gingen sie unter Protest auf das japanische Transportschiff Yorishime Maru, das am 6. Februar nachts von der amerikanischen Luftwaffe angegriffen wurde. Es starben 46 Menschen, darunter Valentina Steinkeller. Eine Gedenkstätte befindet sich in Alexishafen.

## Gedenken
Die Römisch-katholische Kirche in Deutschland hat Schwester Valentina Steinkeller als Märtyrin in das deutsche Martyrologium des 20. Jahrhunderts aufgenommen.